# Ben Griam More
Ben Griam More är ett berg i Storbritannien.   Det ligger i kommunen Highland och riksdelen Skottland, i den norra delen av landet, 800 km norr om huvudstaden London. Toppen på Ben Griam More är 583 meter över havet.
Terrängen runt Ben Griam More är platt åt sydväst, men åt nordost är den kuperad. Runt Ben Griam More är det mycket glesbefolkat, med 2 invånare per kvadratkilometer. Trakten runt Ben Griam More består i huvudsak av gräsmarker.